# Biddle (Montana)
Biddle es un lugar designado por el censo ubicado en el condado de Powder River en el estado estadounidense de Montana. En el Censo de 2010 tenía una población de 41 habitantes y una densidad poblacional de 0,92 personas por km².

## Geografía
Biddle se encuentra ubicado en las coordenadas 45°6′19″N 105°18′43″O / 45.10528, -105.31194. Según la Oficina del Censo de los Estados Unidos, Biddle tiene una superficie total de 44.72 km², de la cual 44.72 km² corresponden a tierra firme y (0%) 0 km² es agua.

## Demografía
Según el censo de 2010, había 41 personas residiendo en Biddle. La densidad de población era de 0,92 hab./km². De los 41 habitantes, Biddle estaba compuesto por el 100% blancos, el 0% eran afroamericanos, el 0% eran amerindios, el 0% eran asiáticos, el 0% eran isleños del Pacífico, el 0% eran de otras razas y el 0% pertenecían a dos o más razas. Del total de la población el 0% eran hispanos o latinos de cualquier raza.